# Dhalsim
Dhalsim el dueño del elefantes es un personaje de la saga de videojuegos Street Fighter.

## Juegos
Street Fighter II
Dhalsim se inscribe al torneo para ayudar a acabar con Shadaloo.
Street Fighter Alpha II
Dhalsim es un maestro de yoga que vive en la India con su mujer Sally y su hijo Datta.
Ha dedicado toda su vida a alcanzar el equilibrio entre el cuerpo y la mente por medio del yoga y la meditación, lo que le permite realizar movimientos increíbles, como expulsar fuego por la boca, estirar los miembros de su cuerpo, leer mentes o presentir el mal.
Su pueblo era muy pobre y padecía muchas enfermedades, por lo que necesitaba ganar dinero rápidamente para salvarlo. Pensó que una forma rápida de ganarlo era el torneo Street Fighter, pero eso iba en contra de uno de sus principios, que era no herir físicamente a otros.
Después de mucho meditar, decidió que la lucha era la forma de salvar a su pueblo y así se inscribió en el Street Fighter.
Street Fighter Alpha III
Durante el torneo, Dhalsim Trata de convencer a Rose de que no se enfrente sola a Bison. También se encuentra con Cammy y la ayuda a recuperar sus recuerdos.
Super Street Fighter IV
Dhalsim va al torneo de SIN a investigar por qué el agua de su pueblo había desaparecido, en el transcurso se topa con Rufus quien por ignorante disgusta a Dhalsim y se ponen a pelear. Cuando regresa al pueblo todo vuelve a la normalidad

## Curiosidades
- Datta, el hijo de Dhalsim y Amy, la hija de Guile, son amigos por correspondencia.
- Los 3 cráneos que Dhalsim lleva colgados al cuello son de niños de su pueblo que murieron durante una plaga.
- Es posible que Dhalsim esté basado en un personaje de una película de Kung Fu de los 70 llamada "Master of the Flying Guillotine". El personaje de esta película también era un maestro yoga de la India capaz de estirar sus miembros.
- Tiene varios elefantes, y el que monta en el final de SF2 se llama Kodal.
- Dhalsim y Ryu se encontraron en algún momento, porque Ryu se refiere a él en SF3
- Su escenario en SFA2 está en las orillas del Ganges (India), y en SFA3 está frente al monumento Jaumpur (India).

- Sus rasgos físicos están basados en la figura del antiguo líder pacifista Mahatma Gandhi.

## Música de fondo
La música de fondo del escenario de Dhalsim es una pieza musical creada para el videojuego de Arcade, y su posterior port a consolas caseras como Super Nintendo o PlayStation: Street Fighter II.
Se puede escuchar como música de fondo en India, el escenario de Dhalsim.  Utiliza 3 canales de sonido exclusivo para su composición, y usa chiptunes presentes en la consola para producir sus notas.
Fue compuesta por el grupo musical parte de Capcom: Alph Lyla. 
Se pueden apreciar diversas remasterizaciones del tema, tanto de parte de la empresa Capcom como de compositores anexos a esta o terceros, en donde se puede apreciar páginas como OCRemix.